# 2857 NOT
2857 NOT је астероид главног астероидног појаса са средњом удаљеношћу од Сунца која износи 2,399 астрономских јединица (АЈ).
Апсолутна магнитуда астероида је 12,7.